# Římskokatolická farnost Štěchovice
Římskokatolická farnost Štěchovice je jedno z územních společenství římských katolíků v jílovském vikariátu s farním kostelem sv. Jana Nepomuckého.

## Kostely farnosti
| Kostel                           | Místo      | Bohoslužba                                               |
| -------------------------------- | ---------- | -------------------------------------------------------- |
| sv. Petra a Pavla                | Slapy      | ne 10.00 čt 18.00                                        |
| Blahoslavené Panny Marie         | Slapy      |                                                          |
| Nanebevzetí Panny Marie, Rovínek | Slapy      |                                                          |
| sv. Jana Nepomuckého             | Štěchovice | út st 18.00 v kapli na faře so 18.00 s nedělní platností |
| sv. Kiliána                      | Davle      | ne 08.00                                                 |
| Navštívení Panny Marie           | Davle      | pá 18.00                                                 |
| sv. Františka z Assisi           | Bojanovice |                                                          |
| Nanebevzetí Panny Marie          | Masečín    |                                                          |
| sv. Anny                         | Hradištko  |                                                          |

## Osoby ve farnosti
ThMgr. Paweł Adam Dębek, farář